# Polygrammodes cyamon
Polygrammodes cyamon là một loài bướm đêm trong họ Crambidae.